# Rusia del Futuro
Rusia del Futuro (en ruso: Россия Будущего, Rossíya Búduschego) fue un partido político ruso fundado por el activista Alekséi Navalni el 19 de mayo de 2018, como sucesor del Partido del Progreso.  El partido nunca fue registrado oficialmente por el Ministerio de Justicia de Rusia. Era una formación fuertemente opositora al presidente ruso Vladímir Putin y al partido gobernante Rusia Unida.
Los objetivos del partido incluían el aumento de la protección de la propiedad, un sistema justo de justicia penal y la lucha contra la corrupción. A la sesión de fundación del partido asistieron 124 delegados de 60 regiones de Rusia. El partido tiene un comité central de siete miembros en lugar de un presidente.
El 26 de abril de 2021, la oficina del fiscal de Moscú ordenó a la red política de Navalni, incluida la Fundación Anticorrupción, suspender sus actividades, ya que buscaba que se las designara como "organizaciones extremistas". El 29 de abril, el equipo de Navalni anunció que la red política se disolvería, antes de un fallo judicial en mayo que se esperaba que la calificara de extremista. Según Leonid Vólkov, la sede del partido se transformará en organizaciones políticas independientes "que se ocuparán de las investigaciones y elecciones, campañas públicas y mítines". Al día siguiente, la agencia de supervisión financiera rusa, Rosfinmonitoring, agregó las oficinas regionales de campaña de Navalni a la lista de organizaciones "terroristas y extremistas".